# Arkadiusz Kijek
Arkadiusz Kijek – polski ekonomista, dr hab. nauk ekonomicznych, profesor uczelni Instytutu Ekonomii i Finansów Wydziału Ekonomicznego Uniwersytetu Marii Curie-Skłodowskiej.

## Życiorys
15 lutego 2007 obronił pracę doktorską Zastosowanie analizy kondycji ekonomiczno-finansowej branż przemysłu przetwórczego do kształtowania portfela kredytowego banków, 7 października 2014 habilitował się na podstawie pracy zatytułowanej Ryzyko sektorowe przemysłu przetwórczego. Modelowanie i ocena. Na Wydziale Ekonomicznym UMCS jest zatrudniony od 1999, obecnie na stanowisku profesora uczelni w Instytucie Ekonomii i Finansów na Wydziale Ekonomicznym Uniwersytetu Marii Curie-Skłodowskiej. Jest też kierownikiem Katedry Statystyki i Ekonometrii.